# تاریخ یعقوبی
تاریخ یعقوبی نوشته احمد بن ابی یعقوب بن واضح، یکی از کهن‌ترین و جامع‌ترین آثار تاریخ‌نگاری اسلامی است که نه تنها به روایت تاریخ عمومی از آغاز آفرینش تا دوران خلافت عباسی می‌پردازد، بلکه بازتاب‌دهنده دیدگاه‌های مذهبی، اجتماعی و فرهنگی نویسنده است. این کتاب با ساختاری دو بخشی، ابتدا به تاریخ عمومی ملت‌ها و پیامبران و سپس به تاریخ اسلام و خلافت اسلامی تا سال ۲۵۲ هجری قمری می‌پردازد.
ویژگی منحصربه‌فرد این اثر، استفاده از منابع متعدد و متنوع، از جمله قرآن، متون مقدس ادیان پیشین، اسناد دولتی، و روایات شفاهی است که نویسنده با دقت و رویکردی تحلیلی به گردآوری و ارزیابی آن‌ها پرداخته است. به‌ویژه توجه یعقوبی به تاریخ علمی و فرهنگی ملت‌ها و تحلیل‌های او در خصوص دلایل ظهور و گسترش ادیان و تمدن‌ها، این اثر را به مرجعی معتبر در تاریخ‌نگاری اسلامی بدل کرده است.
«تاریخ یعقوبی» با وجود نقدهایی که در زمینه افتادگی برخی بخش‌ها و خطاهای نسخه‌برداری به آن وارد است، همچنان یکی از مهم‌ترین منابع تاریخ‌نگاری است که تأثیر قابل‌توجهی بر مورخان پس از خود، همچون مسعودی و ابن خلدون، گذاشته است. رویکرد یعقوبی در تلفیق روایت‌های تاریخی با تحلیل‌های فرهنگی و اجتماعی، الگویی نوین در تاریخ‌نگاری اسلامی به‌شمار می‌آید که جنبه‌های مختلف تمدن اسلامی را به شیوه‌ای منسجم و علمی ارائه می‌دهد.

## نویسنده
احمد بن ابی یعقوب بن جعفر بن وهب بن واضح عباسی، که به نام‌های مختلفی چون ابن واضح، ابن ابی یعقوب، ابن واضح یعقوبی، احمد بن ابی یعقوب الکاتب العباسی و دیگر نام‌ها شناخته می‌شود، یکی از چهره‌های برجسته تاریخ‌نگاری و جغرافیای اسلامیدر قرن سوم هجری است. او در اواخر قرن سوم هجری و در دوران خلافت عباسیان زندگی می‌کرد و به عنوان مورخ، جغرافی‌دان، کاتب و اخباری شناخته می‌شود. اطلاعات دقیقی از تاریخ تولد او در دست نیست، اما طبق برخی منابع تاریخی، او در اواخر قرن سوم هجری در سال ۲۸۴ قمری وفات یافته است. برخی نیز محل وفاتش را مصر یا مغرب دانسته‌اند، اما این موضوع همچنان مورد اختلاف است.
یعقوبی از نسل موالی عباسی بود. خاندان او از اصفهان به بغداد رفته و در دربار عباسیان مشغول به کار بودند. جد او، واضح، در زمان منصور عباسی از کارگزاران عالی‌رتبه بود و در ارمنستان، آذربایجان و مصر خدمت کرد. با این حال، وی به دلیل حمایت از ادریس بن عبدالله، برادر نفس زکیه، به دست هادی عباسی کشته شد. یعقوبی نیز به عنوان کاتب و اخباری در دربار عباسیان شناخته می‌شد. او به واسطه سفرهای فراوان خود اطلاعات گسترده‌ای از مناطق مختلف به دست آورده است. او از بغداد به ارمنستان و خراسان سفر کرد و مدتی نیز در خدمت طاهریان بود. پس از زوال طاهریان، به هند و سپس به مصر و مغرب رفت. اقامت او در مناطق تحت حکومت طولونیان به او امکان داد که در فضایی نسبتاً آزاد به تألیف آثار خود بپردازد.
یعقوبی علاوه بر تاریخ و جغرافیا، به علوم نجوم و گیاه‌شناسی نیز علاقه داشت و این علایق در آثارش به‌ویژه در تاریخ به وضوح دیده می‌شوند.وی همچنین در شعر عربی تسلط داشت و نام او در میان شاعران اصفهان آمده است. ثعالبی در کتاب یتیمة الدهر از یعقوبی به عنوان یکی از شاعران برجسته یاد کرده است.
یعقوبی به شیعه بودن خود معروف بود و در آثارش بارها از اهل بیت پیامبر با احترام یاد کرده است. این موضوع باعث شده که برخی محققان بر این باور باشند که او به‌دلیل اعتقادات شیعی‌اش مورد توجه قرار گرفته و حتی تحت تعقیب قرار گرفته است.

## کتاب
کتاب «تاریخ یعقوبی» به‌ویژه به‌عنوان یک اثر برجسته در تاریخ‌نگاری اسلامی شناخته می‌شود که از قرن سوم هجری به‌جا مانده است، و از دو قسمت عمده تشکیل شده است. یکی از قسمت‌ها به تاریخ عمومی امت‌ها، پادشاهان و پیامبران اختصاص دارد، و دیگری به تاریخ اسلام و خلفای اسلامی تا سال ۲۵۲ هجری می‌پردازد. این کتاب به‌طور خاص به‌عنوان قدیمی‌ترین تاریخ عمومی به زبان عربی که تا به امروز باقی مانده است، شناخته می‌شود و به نوعی می‌توان آن را یک دائرةالمعارف تاریخی از آن زمان دانست.
این اثر در منابع مختلف تاریخی به نام‌های گوناگونی از جمله «تاریخ ابن واضح»، «اخبار العباسیة»، «تاریخ کبیر»، «تاریخ عالم» و… شناخته می‌شود و همچنین، برخی منابع قدیمی همچون مسعودی و حاجی خلیفه، تاریخ یعقوبی را تحت عنوان «تاریخ فی اخبار العباسیة» یا «تاریخ العباسی» شناخته‌اند. این اشتباهات در عنوان کتاب، به‌ویژه از سوی مسعودی و حاجی خلیفه، موجب شده تا این کتاب در گذر زمان تحت عنوان‌های مختلف شناخته شود. هوتسما، محقق شناخته‌شده تاریخ اسلام، معتقد است که اشتباهات در نام‌گذاری این کتاب ناشی از افزودن عبارت‌های اضافی مانند «فی اخبار» بوده است. او همچنین اشاره می‌کند که نام صحیح کتاب، صرفاً «تاریخ» بوده است و عنوان‌های دیگر به‌واسطه اشتباهات نسخه‌نویسان و کتابداران به آن افزوده شده است.
تاریخ یعقوبی به‌عنوان یکی از نخستین آثار تاریخ‌نگاری که تاریخ عمومی از هبوط آدم تا دوران اسلامی را در بر می‌گیرد، دارای ویژگی‌های خاصی است. این کتاب ابتدا به تاریخ جهان و سرگذشت‌های پیشینیان از امت‌های گذشته و کشورهای مختلف پرداخته و سپس به ظهور اسلام و رویدادهای بعد از آن، تا سال ۲۵۹ هجری، ادامه یافته است؛ بنابراین، تاریخ یعقوبی یک دوره جامع از تاریخ عمومی است که در تاریخ تمدن اسلامی به‌عنوان نخستین اثر جامع شناخته می‌شود. البته باید ذکر کرد که تاریخ خلیفه بن خیاط، پیش از تاریخ یعقوبی نگاشته شده است، اما تاریخ خلیفه بن خیاط فقط از اسلام آغاز می‌شود، در حالی که یعقوبی تاریخ را از ابتدای آفرینش و هبوط آدم آغاز کرده است.
در تاریخ یعقوبی، دو بخش مجزا وجود دارد که به‌طور خودمانی توسط مؤلف به دو کتاب تقسیم‌بندی شده‌اند. نسخه‌های مختلفی از این کتاب در دسترس قرار دارد و نسخه‌ای که در کتابخانه کمبریج موجود است، به اشتباه به‌عنوان ده جلد شناخته شده است. در حالی که در اصل، کتاب به دو جلد یا دو کتاب تقسیم می‌شود. بخش‌هایی از کتاب به‌ویژه در ابتدای مقدمه اول افتادگی دارد، و از آنجا که دیباچه مؤلف تنها در ابتدای قسمت دوم موجود است، مشخص نیست که چگونه این افتادگی‌ها رخ داده است. با این حال، مؤلف در دیباچه قسمت دوم توضیحاتی دربارهٔ ساختار کتاب و روش جمع‌آوری روایت‌ها ارائه داده است.
با توجه به شهرت این کتاب در نزد مورخان و نویسندگان متاخر، به‌ویژه در قرن‌های پنجم و ششم هجری، می‌توان نتیجه گرفت که تاریخ یعقوبی در آن دوران به‌عنوان یکی از منابع اصلی تاریخ‌نگاری شناخته می‌شد. از جمله افرادی که از این کتاب یاد کرده‌اند، می‌توان به ابن شادی همدانی، جمال‌الدین قفطی و یاقوت حموی اشاره کرد که در آثار خود از کتاب «تاریخ کبیر» یعقوبی یاد کرده‌اند.

### جلد اول
بخش اول از تاریخ یعقوبی به تاریخ عمومی پیش از اسلام اختصاص دارد و دارای شش باب مهم است که در هر کدام به تفصیل به تاریخ اقوام و ملت‌های مختلف پرداخته شده است. باب اول این بخش به تاریخ قدیم مطابق با کتب موسویان (کتب مقدس یهود) می‌پردازد. در این قسمت، یعقوبی به منابع خود اشاره می‌کند که بسیاری از آنها به روایات و متون دینی بازمی‌گردند.
باب دوم به تاریخ اهل هند اختصاص دارد.
در باب سوم، یعقوبی به تاریخ یونان و روم می‌پردازد و در آن علاوه بر ذکر تاریخ‌نگاری و وقایع این دو تمدن بزرگ، به شرح آثار علمی و فلسفی اندیشمندان یونانی نیز اشاره کرده است. در این بخش، یعقوبی به تفصیل از آثار فیلسوفانی چون بقراط، جالینوس، ارسطو، و بطلمیوس یاد می‌کند و اطلاعاتی از علوم پزشکی، ریاضی و فلسفه این اندیشمندان در اختیار خوانندگان قرار می‌دهد.
باب چهارم به تاریخ ساسانیان و ایران باستان می‌پردازد و اطلاعات مفصلی از پادشاهان ساسانی، رویدادهای مهم دوران ساسانی و ویژگی‌های حکومتی آن دوران ارائه می‌دهد. یعقوبی در این بخش از تاریخ ایران به‌ویژه به دوران پادشاهی اردشیر بابکان و یزدگرد سوم اشاره کرده و جنگ قادسیه و فتح مدائن به دست مسلمانان را در این بخش گنجانده است. همچنین، او به ویژگی‌های کیش مانی و آئین ایرانیان، اسامی ماه‌ها و روزهای سال در نزد ایرانیان و تقسیم‌بندی‌های سیاسی در ایران اشاره می‌کند،و احتمالاً باید از منابعی همچون (گاهنامک) پهلوی استفاده کرده باشد.
باب پنجم به تاریخ چین و مصر و همچنین قبایل نوبه و حبشه اختصاص دارد.
در نهایت، باب ششم به تاریخ عرب پیش از اسلام، یعنی عصر جاهلیت، پرداخته است. یعقوبی در این بخش به بررسی دین و آیین‌های عرب پیش از ظهور اسلام، از جمله کیش‌ها، بازی‌ها و مراسم‌های دینی آنها پرداخته و تصویر دقیقی از زندگی عرب‌ها قبل از اسلام به دست می‌دهد. همچنین، اطلاعات جالبی از بازی‌های میسر عربی و دیگر ویژگی‌های فرهنگی عرب‌ها در این بخش ذکر شده است.

### جلد دوم
در قسمت دوم کتاب، یعقوبی از آغاز تاریخ اسلام و زندگانی پیامبر اسلام آغاز می‌کند و پس از آن به دوران خلفای نخستین می‌پردازد و تا زمان خلافت معتمد عباسی ادامه پیدا می‌کند و در سال ۲۵۹ هجری به پایان می‌رسد. این قسمت از کتاب به‌ویژه در پرداختن به شخصیت‌های مهم تاریخ اسلام، همچون علی بن ابی‌طالب و امامان شیعه، متفاوت از دیگر مورخان معاصر خود است. یعقوبی در این بخش به تفصیل به بررسی خلافت ابوبکر، عمر، عثمان و علی بن ابی‌طالب پرداخته و در کنار آن به مهم‌ترین رویدادهای تاریخی دوران خلفای راشدین از جمله فتنه‌ها و جنگ‌ها اشاره کرده است. او همچنین در این بخش از تاریخ زندگی پیامبر اسلام، هجرت، غزوات، همسران پیامبر و دیگر وقایع مهم دوران نبوت را بیان کرده است.
یعقوبی در توضیح تاریخ عباسیان، که حدود یک پنجم از کتاب به آن اختصاص دارد، به حوادث مهمی چون نهضت ابومسلم خراسانی، فتوحات عباسیان و درگیری‌های داخلی این دوران پرداخته است. او به‌ویژه در بیان فتنه‌های عباسیان و حوادث مربوط به قتل ابومسلم خراسانی و دیگر مقامات برجسته عباسی، رویکردی معتدل را در پیش گرفته و تلاش کرده است تا از گزینش اطلاعات بیش از حد از حوادث و اخبار ناخوشایند پرهیز کند. این شیوه، در کنار روایت‌های دیگر مورخان هم‌عصر او، ارزش تاریخی خاصی پیدا کرده است.
یکی از ویژگی‌های برجسته تاریخ یعقوبی، استفاده از منابع مختلف تاریخی است که او در مقدمه کتاب به آنها اشاره کرده است. یعقوبی در انتخاب منابع خود دقت فراوانی به خرج داده و در مقدمه جلد دوم کتاب به معرفی راویان و مورخان مختلف که از آثارشان استفاده کرده است، پرداخته است. این نکته نشان می‌دهد که یعقوبی به‌دقت اخبار و روایات مختلف را گزینش کرده و بر اساس تحقیق و تحلیل تاریخی روایت‌های خود را شکل داده است. او همچنین با اشاره به نظرهای مختلف و گزارش‌های گوناگون، سعی کرده است تا یک روایت منصفانه و جامع از تاریخ اسلام ارائه دهد.
در خصوص سبک نوشتاری، یعقوبی رویکردی دوگانه دارد. در برخی بخش‌ها، به‌ویژه در سیره پیامبر اسلام، او اخبار را به‌صورت مدون و مرتب ارائه می‌دهد و مطالب را به‌گونه‌ای ساختارمند بیان می‌کند. اما در بخش‌های دیگر، مانند نام همسران پیامبر یا بعضی مسائل شرعی، ترتیب و نظم خاصی را رعایت نمی‌کند و اطلاعات به‌طور پراکنده ارائه می‌شود.